# Emberiza flaviventris
Emberiza flaviventris е вид птица от семейство Овесаркови (Emberizidae).

## Разпространение
Видът е разпространен в Ангола, Бенин, Ботсвана, Буркина Фасо, Бурунди, Еритрея, Етиопия, Замбия, Зимбабве, Камерун, Република Конго, Демократична република Конго, Кения, Лесото, Малави, Мали, Мавритания, Мозамбик, Намибия, Нигер, Нигерия, Руанда, Сенегал, Судан, Свазиленд, Танзания, Уганда, Централноафриканската република, Чад, Южна Африка и Южен Судан.